# هاوائین الکتریک
هاوائین الکتریک (انگلیسی: Hawaiian Electric) شرکت برق آمریکایی است، که در سال ۱۸۹۱ تأسیس شد.